# (5981) Kresilas
(5981) Kresilas (2140 P-L) – planetoida z pasa głównego asteroid okrążająca Słońce w ciągu 4,6 lat w średniej odległości 2,76 j.a. Odkryta 24 września 1960 roku.